# 白马湖
白马湖是一个位于中国江苏省的湖泊，东侧为扬州市宝应县，西侧为淮安市洪泽区，北侧为淮安市淮安区，南侧为淮安市金湖县，距四县区驻地分别为18公里、16公里、23公里和10公里。面积约为108平方千米，名列江苏省第十大湖泊，平均水深约为0.9米，蓄水量约为1亿立方米。2005年2月，被列入江苏省湖泊保护名录。